# Epistoma
× Epistoma, (abreviado Epstm) en el comercio, es un híbrido intergenérico entre los géneros de orquídeas Amblostoma × Epidendrum. Fue publicado en Orchid Rev. 93(1106, cppo): 12 (1985).